# باشگاه فوتبال سانتا تکلا
باشگاه فوتبال سانتا تکلا یک باشگاه چند ورزشی در السالوادور است که از زمان تأسیس در سال ۲۰۰۷ در سانتا تکلا مستقر است. اگرچه آنها در تعدادی از ورزش‌های مختلف رقابت می‌کنند، سانتا تکلا بیشتر به خاطر تیم فوتبال حرفه‌ای خود شناخته می‌شود. این باشگاه از زمانی که در سال ۲۰۱۲ صعود کرد، در لیگ برتر السالوادور رقابت کرده است. سانتا تکلا در سال ۲۰۰۷ تاسیس شد و در حال حاضر بازی‌های خانگی خود را در ورزشگاه لاس دلیسیاس با ظرفیت ۱۰،۰۰۰ نفر انجام می‌دهد.